# Shirk
 (juin 2021).
Shirk, parfois orthographié chirk (arabe : شِرْك action d'associer, d'où associationnisme), est un mot qui, en islam, se réfère au fait d'associer à Allah, le Dieu unique, d'autres dieux ou d'autres puissances ou divinités, leur accordant ainsi l'adoration qui n'est due qu'à Allah seul. Ce mot est généralement rendu en français par les termes « idolâtrie », « polythéisme » ou « associationnisme ».
Ceux qui associent des dieux au Créateur sont appelés mushrikûn (مشركون), ou associateurs (singulier : مشرك, mushrik). Cette action est le seul péché qui, s'il n'est pas suivi d'un repentir terrestre, est impardonnable aux yeux d'Allah.

## Notion de shirk

### Cadre historique
L'islam apparaît au cours du VIIe siècle dans le Hedjaz après une série de révélations de Dieu faites à Mahomet, considéré par la tradition musulmane comme le dernier prophète. Pour cette même tradition, le contexte religieux dans lequel le prophète de l'islam vit et va répandre son message est connu sous le nom de jâhilîya (جاهِليّة, « âge ou condition de l'ignorance »). À ses yeux, les populations de l'Arabie préislamique, dominées par le polythéisme, pratiquaient l’idolâtrie et faisaient preuve de comportements « immoraux ».

### Définition
Selon l'islam, Mahomet est envoyé en tant que prophète par Dieu au genre humain. Dans la littérature islamique (Vie du prophète et commentaires du Coran), c'est le peuple arabe qui est le plus souvent désigné comme mushrik et qui semble être le destinataire du message du Coran. Néanmoins, il faut préciser que cette association est faite à partir de l'exégèse musulmane du Coran, et que les Arabes païens ne sont pas désignés explicitement dans le Coran.
En fait, l'exégèse historico-critique du Coran permet de comprendre l'apparition de l'islam comme une double polémique[réf. nécessaire] : contre le christianisme, accusé d'associer à Dieu un fils ou une mère, et contre le judaïsme, accusé de couvrir (selon la racine k-f-r) la loi divine avec les écrits rabbiniques.
Toutefois, si le Coran utilise le terme shirk, il n'en donne pas de définition. Ainsi, la façon dont sont inclus les gens du Livre parmi les associateurs fait l'objet de certains débats théologiques au sein de l'islam.

### Associateurs dans le Coran
Le Coran condamne sans nuance le shirk et ceux qui le pratiquent :
- Dans le verset 13 de la sourate 31 : « Et lorsque Luqmân dit à son fils tout en l'exhortant : "Ô mon fils, ne donne pas d'associé à Allah, car l'association est certainement une injustice énorme". »
- Dans le verset 116 de la sourate 4 : « Certes, Allah ne pardonne pas qu'on Lui donne des associés. A part cela, Il pardonne à qui Il veut. Quiconque donne des associés à Allah s'égare loin dans l'égarement. »
- Dans le verset 106 de la sourate 12 : « Et la plupart d'entre eux ne croient en Allah qu'en lui donnant des associés. »
- Dans le verset 14 de la sourate 35 : « Si vous les invoquez, ils n'entendent pas votre invocation ; et même s'ils entendaient, ils ne sauraient vous répondre. Et le jour du Jugement ils vont nier votre association. Nul ne peut te donner des nouvelles comme Celui qui est parfaitement informé. »
- Dans le verset 108 de la sourate 12 : « Dis : "Voici ma voie, j'appelle les gens à [la religion] d'Allah, moi et ceux qui me suivent, nous basant sur une preuve évidente. Gloire à Allah ! Et je ne suis point du nombre des associateurs". »

### Typologie du shirk
Le shirk majeur est considéré comme un péché mortel en islam. Différentes catégories de shirk sont cependant distinguées, qui permettent de nuancer la gravité de l'offense et la punition associée.
Des théologiens sunnites hiérarchisent le shirk en shirk akbâr ou majeur et shirk asghâr ou mineur. Les deux catégories de shirk peuvent être apparentes ou invisibles : dans le premier cas, on parle de shirk dhâhir ; dans le deuxième cas, de shirk khâfî. À titre d'exemple le polythéisme ou les sacrifices à des idoles relèvent du « shirk majeur visible », mais craindre les pouvoirs d'un mort est un « shirk majeur caché ». Le shirk mineur n'est pas une violation ouverte du tawhid, l'affirmation de l'unicité de Dieu. L'ostentation[De quoi ?], la possession d'amulettes sont considérées comme shirk mineur.

## Divergences sur le shirk

### Interprétations salafistes
Les salafistes considèrent que le nationalisme constitue un péché d'association. De même, pour eux, qui ont fait du tawhid un principe central de leur croyance, toute prière ou tout lieu de prière qui ne sont pas consacrés uniquement à leur déité (parce qu'ils s'accompagnent de la présence d'images religieuses, de croix, etc.) constituent également des cas de shirk. Ce péché est considéré comme particulièrement grave par les salafistes, et des exemples historiques attestent de leur sévérité à le punir[style à revoir]: ainsi, les lieux saints des chiites en Irak ont été détruits par les Saoudiens au XIXe siècle ; les juifs et les chrétiens, traditionnellement considérés comme « gens du Livre », se sont vu retirer leur protection en Arabie saoudite.

### Interprétations wahhabites
Le fondateur du wahhabisme, Mohammed ben Abdelwahhab, considère que toute prière destinée à un objet ou une personne autre que Allah représente une forme de shirk. Ainsi, le croyant ne doit pas rendre de culte particulier aux prophètes, aux saints, à des clercs, car ce serait leur conférer un statut réservé à Dieu seul. Cette définition du monothéisme plus stricte que les définitions usuellesconduit à voir comme polythéistes les autres religions monothéistes — juifs, chrétiens, musulmans chiites, et musulmans sunnites barelvi.
En 2004, le chercheur Andrew J. Coulson relevait que l’interprétation wahhabite de la notion de shirk est largement enseignée dans les écoles saoudiennes et dans les écoles à l'étranger financée par le royaume saoudien, et que cet enseignement est devenue « une arme d'instruction massive » en ce sens qu'il pousse à des actes violents et nourrit ainsi le djihad international (notamment au travers de l'emploi de moyens terroristes). Al-Zawahiri, un ancien associé d'Oussama ben Laden écrivit ainsi que l'engagement pour le tawhid (l'opposé au shirk) fut l'étincelle qui alluma une révolte/révolution islamique contre les ennemis supposés de l'islam, à la fois au niveau domestique et au niveau international.

### Interprétations coranistes
Certains mouvements coranistes (mouvements qui, d'une manière générale, rejettent la littérature des hadiths au profit du seul Coran) considèrent que la chahada est du shirk en ce qu'elle associe une figure humaine (le Prophète) à Dieu, en contradiction avec le texte du Coran qui ne contient pas cette shahada et qui précise que Dieu ne fait pas de distinction entre ses messagers. (2:136, 4:152, 63:1)